# Walcha Council
Koordinaten: 31° 11′ S, 151° 49′ O

Walcha ist ein lokales Verwaltungsgebiet (LGA) im australischen Bundesstaat New South Wales. Das Gebiet ist 6.261,024 km² groß und hat etwa 3.000 Einwohner.
Das Walcha Shire liegt im Osten des Staates etwa 510 km nördlich der Metropole Sydney und 530 km südwestlich von Brisbane. Das Gebiet umfasst 7 Ortsteile und Ortschaften: Nowendoc, Walcha, Walcha Road und Yarrowitch sowie Teile von Niangala, Wollun und Woolbrook. Der Verwaltungssitz des Councils befindet sich in der Stadt Walcha im Nordwesten der LGA, wo etwa 1.350 Einwohner leben.

## Verwaltung
In den Council von Walcha wurden 2021 acht Mitglieder gewählt. Je zwei Councillor kamen aus einem von vier Wards. Diese vier Bezirke (Ward A, B, C und D) waren unabhängig von den Ortschaften festgelegt. Aus dem Kreis der Councillor rekrutierte sich auch der Mayor (Bürgermeister) des Councils. Bei der Wahl wurde per Referendum beschlossen, dass die Wards aufgelöst werden und bei der nächsten Wahl die acht Councillor von allen Bewohnern der LGA gemeinsam gewählt werden.